# Frecuencia intermedia

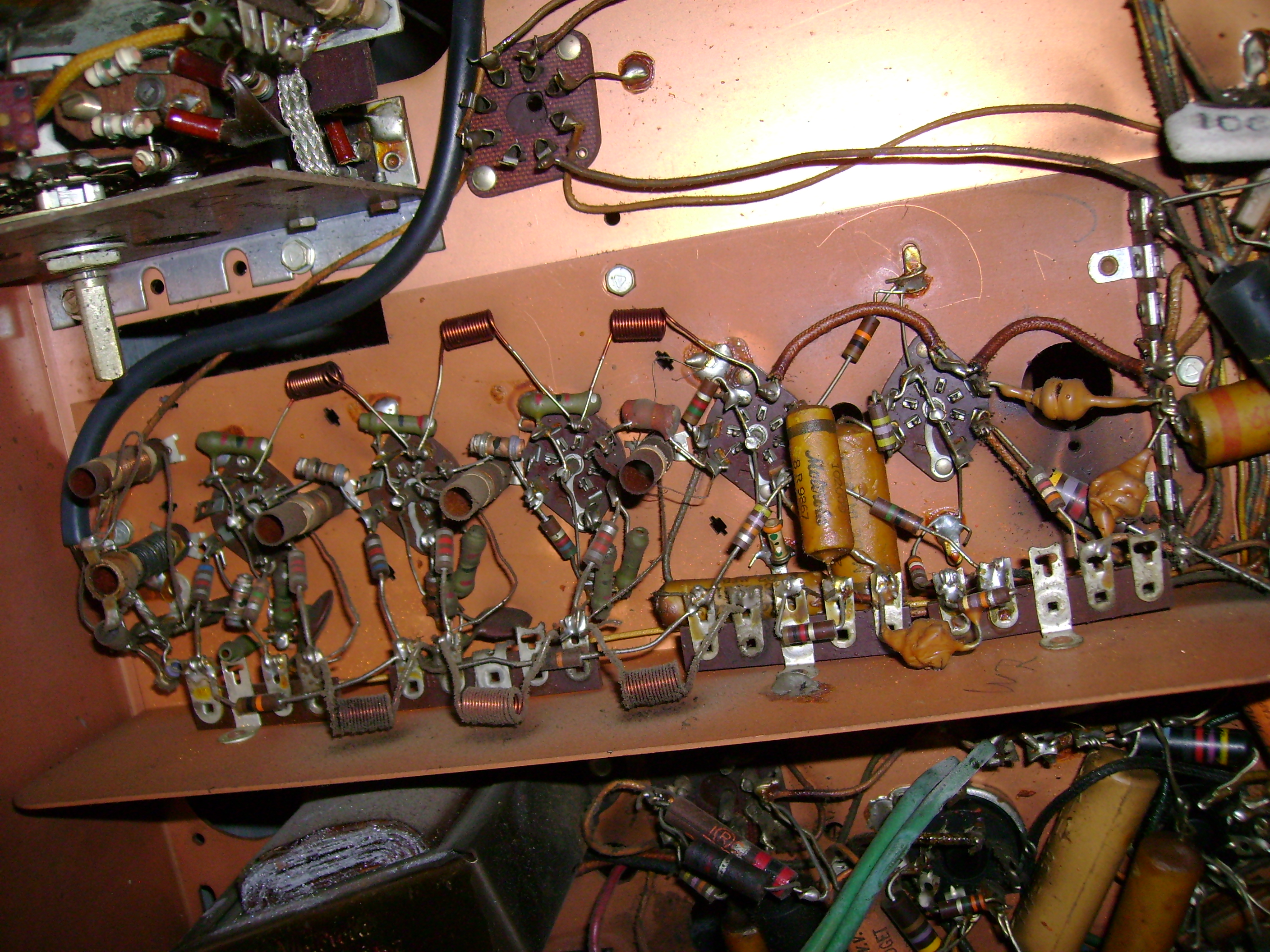
El escenario IF de un televisor Motorola 19K1. Circa 1949.

Se denomina frecuencia intermedia (FI) a la frecuencia dada en los aparatos de radio que emplean el principio superheterodino. Esta se obtiene de la mezcla de la señal sintonizada en antena con una frecuencia variable generada localmente en el propio aparato mediante un oscilador local (OL) y que guarda con ella una diferencia constante. Esta diferencia entre las dos frecuencias es precisamente la frecuencia intermedia.
En los receptores de radio convencionales el valor de la frecuencia intermedia es normalmente 455 o 470 kilohercios, en los receptores de modulación de amplitud (AM) y de 10,7 megahercios en los de modulación de frecuencia (FM), aunque en aparatos más sofisticados, los denominados de doble conversión, se utiliza un segundo valor de FI más pequeño. En los receptores de televisión del sistema PAL empleado en Alemania, España y otros países, la FI se selecciona a 38,9 megahercios. 
La utilidad del empleo de una frecuencia intermedia radica en el hecho de que todos los circuitos sintonizados existentes a partir de la etapa en que se efectúa la mezcla, trabajan a una frecuencia fija (la de la FI) y por tanto son más fáciles de ajustar. De este modo se mejora la selectividad y se facilita el diseño de las etapas amplificadoras. Si no se empleara la frecuencia intermedia, sería preciso diseñar circuitos sintonizadores que tuvieran al mismo tiempo una gran selectividad y un gran rango de selección de frecuencias de actuación, algo difícil y caro de conseguir.

## Historia
La frecuencia intermedia fue usada por primera vez en un receptor de radio de superheterodino, inventado por el científico estadounidense Mayor Edwin Armstrong en 1918, durante la Primera Guerra Mundial. Miembro de la U.S. Army Signal Corps, Armstrong estaba construyendo un equipo de búsqueda direccional radio para rastrear señales militares alemanas a muy altas frecuencias, de 500 a 3500 kHz. Los amplificadores de tubos de vacío triodos de esta época no amplificaban de forma estable por encima de los 500 kHz, sin embargo, resultaba fácil hacerlos oscilar por encima de esa frecuencia. La solución de Armstrong fue instalar un tubo oscilador que crearía una frecuencia cercana a la frecuencia de la señal sintonizada, y mezclarla con la señal sintonizada en un tubo de mezcla, creando un 'heterodino' o señal diferencia de frecuencia más baja, la cual podría ser amplificada fácilmente. Por ejemplo, para capturar una señal a 1500 kHz el oscilador local será sintonizado a 1450 kHz. Mezclando las dos frecuencias se obtiene una intermedia de 50 kHz, la cual es adecuada para los tubos.

## La frecuencia intermedia en el sistema PAL de televisión
En el sistema PAL empleado en Alemania, España y otros países de modulación y transmisión de la señal de TV, la frecuencia intermedia del receptor es de 38,9 MHz. Esta frecuencia varía según la variante del sistema empleado, pero el funcionamiento básico del sistema es el mismo, incluso para el sistema estadounidense NTSC. En adelante, los valores citados para las frecuencias corresponden a las del sistema PAL.
El oscilador local (OL) se hace funcionar a una frecuencia igual a la del canal que se desea seleccionar más la FI. Esta señal se mezcla con la de radiofrecuencia (RF) procedente de la antena, dando lugar a la salida a un desplazamiento e inversión del espectro de la señal: la frecuencia de la portadora de luminancia pasa a 38,9 MHz, y la frecuencia de la portadora de sonido, que en RF es 5,5 MHz mayor que la portadora de luminancia, pasa en FI a ser 5,5 MHz menor que la de luminancia. Es decir, en lenguaje llano, lo que antes estaba "a la izquierda" ahora pasa "a la derecha" y viceversa (inversión del espectro).